# 잉글랜드 아마추어 권투 협회
잉글랜드 아마추어 권투 협회(Amateur Boxing Association of England, 줄여서 ABAE)는 잉글랜드의 아마추어 권투를 관장하는 스포츠 협회이다. 스코틀랜드, 웨일즈 등지에도 독립적인 아마추어 권투 협회가 설립되어 있다. 국제 아마추어 권투 연맹(AIBA) 및 유럽 아마추어 연맹에서 잉글랜드를 대표한다.
이 협회는 1880년 조직되었다. 제 1 회 ABA 챔피업쉽스는 다음 해인 1881년 열렸다.
ABAE는 비영리 기구이며, 잉글랜드 안에서 벌어지는 권투 경기의 규칙과 규정을 정할 권리가 있는 이사회와 권투 위원회의 관리를 받는다.